# 弘田信泰
弘田 信泰（ひろた のぶやす）は、土佐国の長宗我部元親の臣。信経の息子。香美郡の郷士。

## 生涯
元親の下、戦功を立て、永禄4年（1561年）に石立城を預けられた。
慶長5年（1600年）の関ヶ原の戦いで戦役の結果、主家は没落した。
一両具足の浦戸一揆が起こった際、信泰はこれに加わって殺された。